# Termiônica
Termiônica é um termo derivado do inglês thermionics, que, em eletrônica trata dos fenômenos relacionados com a emissão de elétrons devida ao calor. A termiônica, no sentido eletrônico, foi inicialmente estudada com a descoberta do efeito Édison.